# Pycnonotus capensis
Pycnonotus capensis là một loài chim trong họ Pycnonotidae.

## Hình ảnh

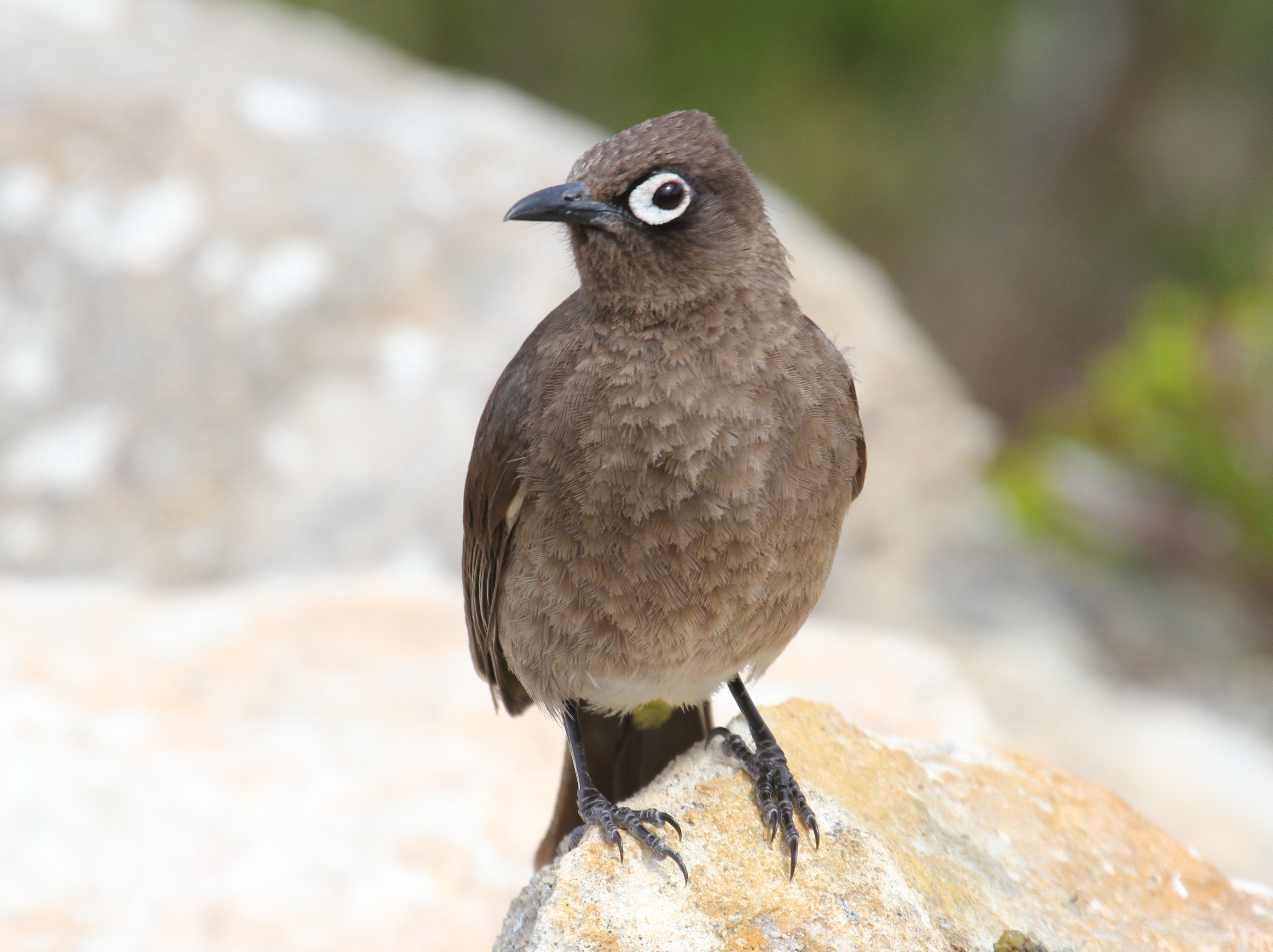
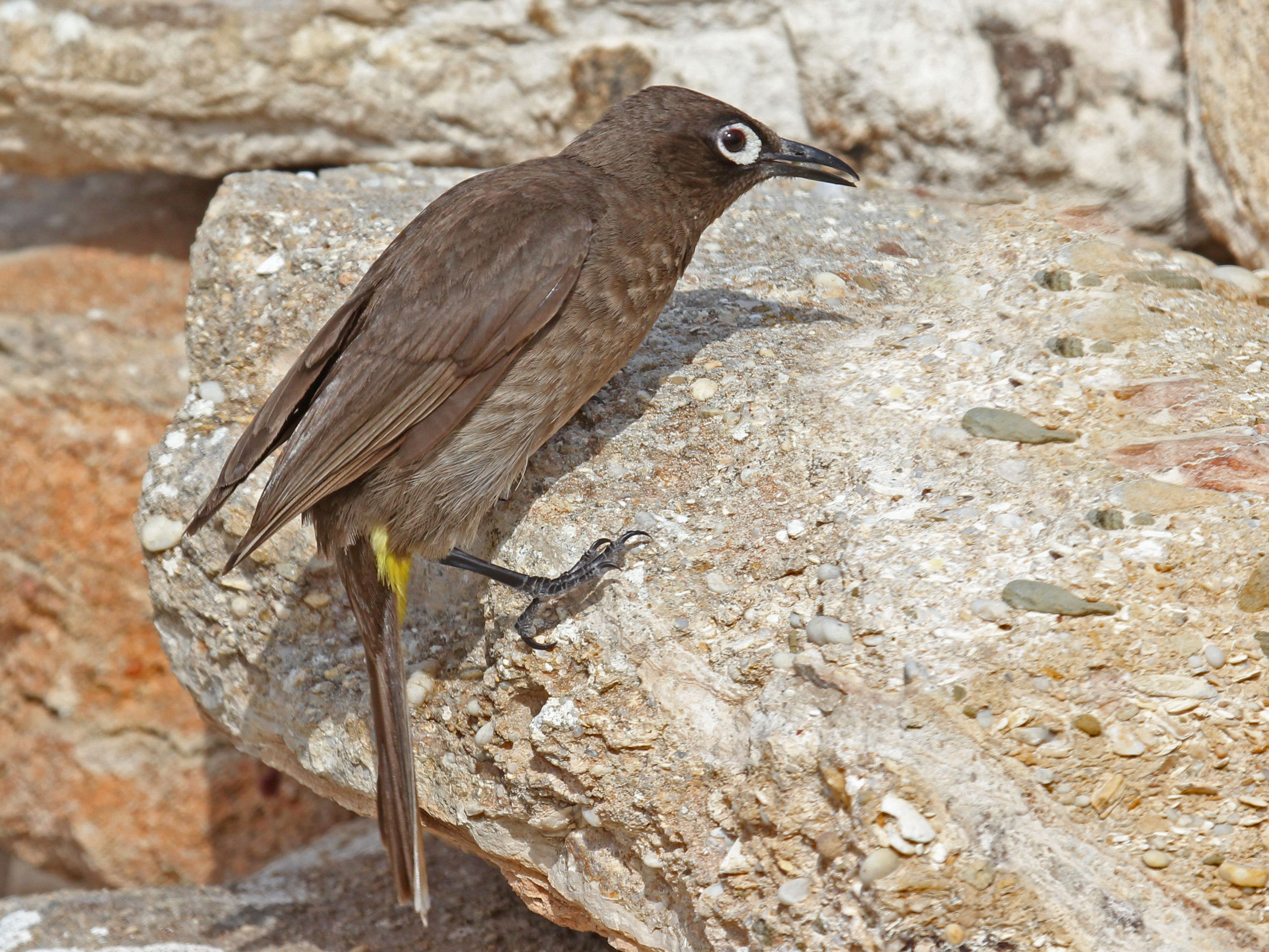
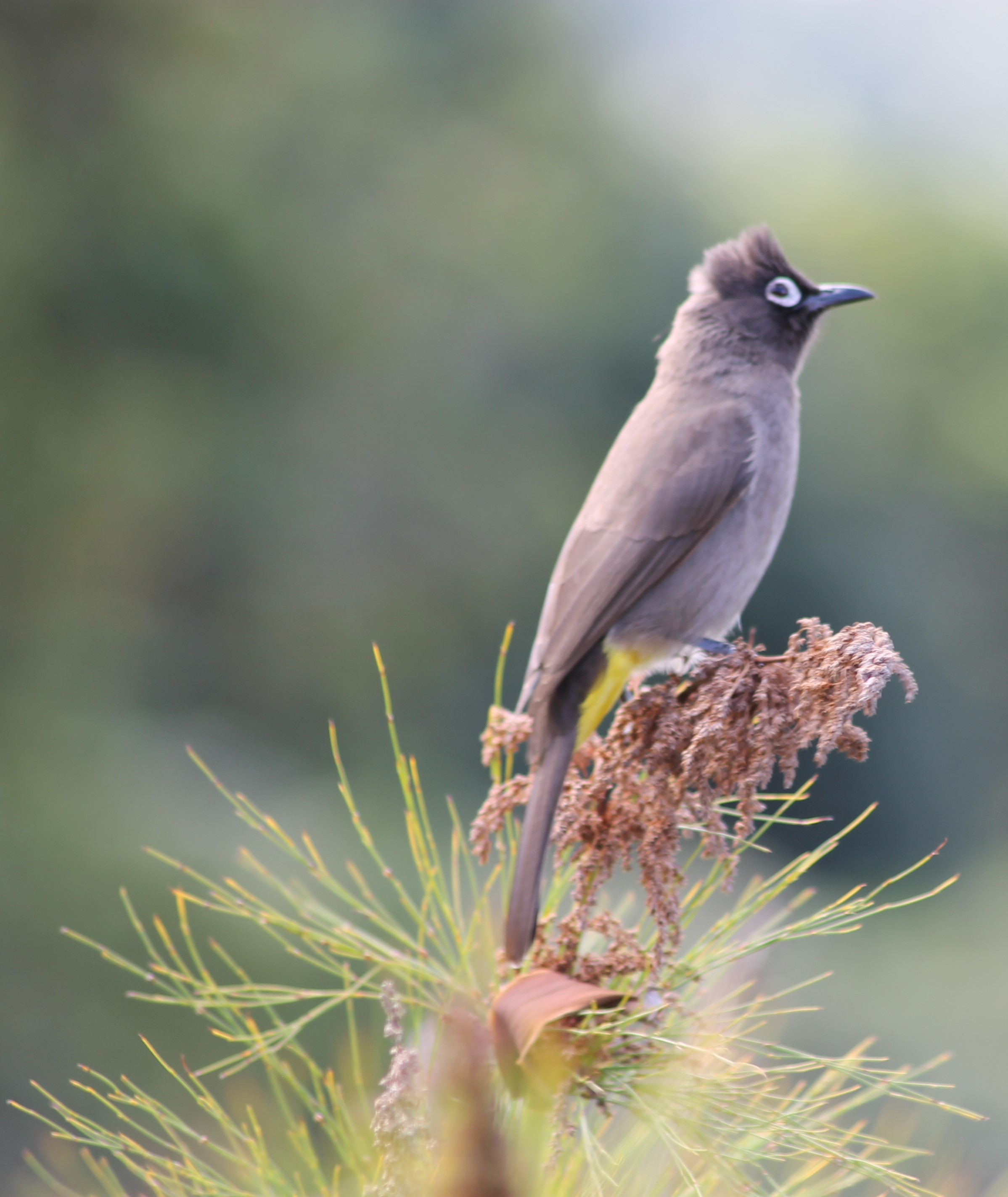